# 論理哲学論考

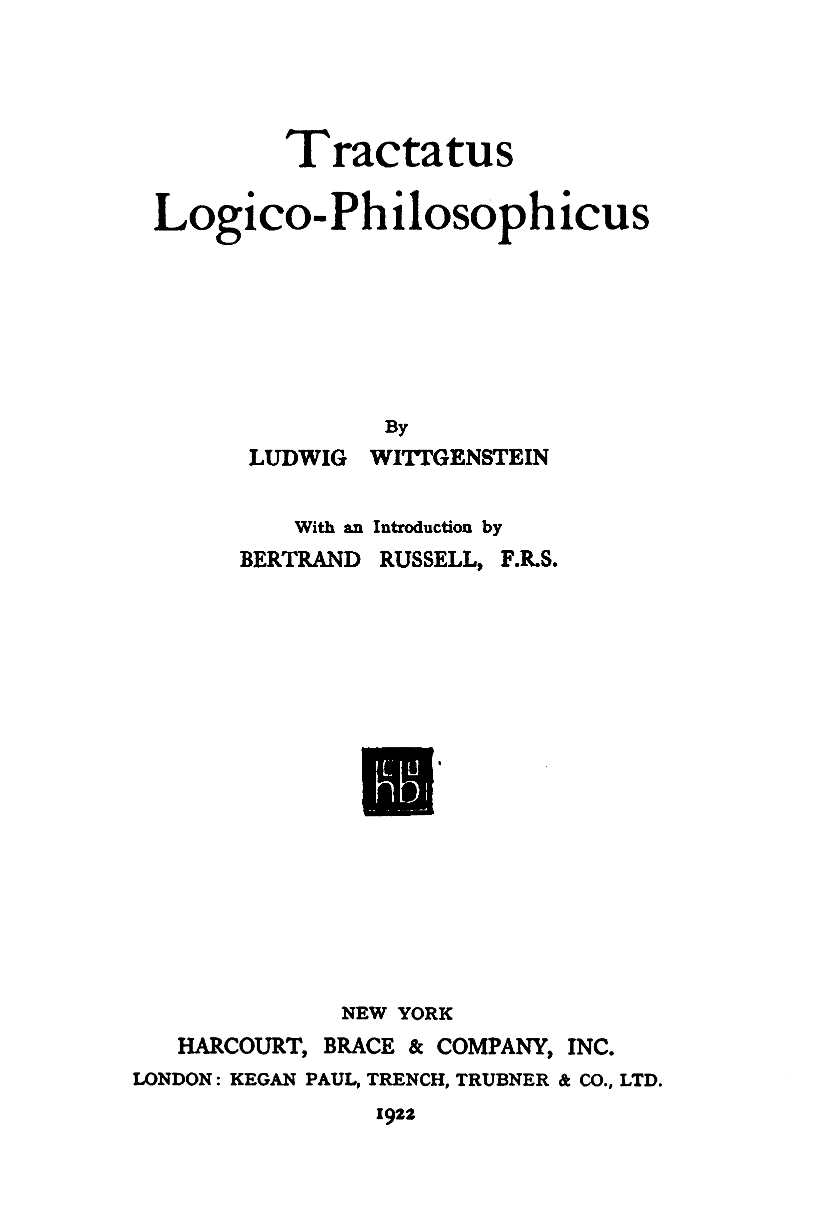

『論理哲学論考』（ろんりてつがくろんこう、独: Logisch-Philosophische Abhandlung、英: Tractatus Logico-philosophicus）は、ルートヴィヒ・ウィトゲンシュタインの著作。ウィトゲンシュタインが生前に出版したただ一つの哲学書であり、かつ前期ウィトゲンシュタインを代表する著作である。後期ウィトゲンシュタインの代表作である『哲学探究』が『探究』と略されるのに対し、この『論理哲学論考』は『論考』と略される。
第一次世界大戦のさなかの1918年に執筆され、1922年に出版された。なお、『論考』が「論理的―哲学的論文」の表題で『自然哲学年報』第14巻3・4号に掲載されたのは前年の1921年であるが、誤植や誤記が多数含まれていたため、ウィトゲンシュタイン自身はこれを自分の著作と認めていない。
ムーアの示唆によって、今日では人口に膾炙しているTractatus Logico-philosophicusという現行のラテン語タイトルが冠せられたのは、1922年に刊行された独英対訳版からである。

## 概要
論理哲学が勃興しつつあったこの時代、ウィトゲンシュタインは哲学が扱うべき領域を明確に定義し、その領域内において完全に明晰な論理哲学体系を構築しようと志した。
『論考』では、言語（独: Sprache）の有意味な諸命題すべては各々世界の諸事態の「像」(独: Bild)であるとして、言語と世界とを平行関係に考えつつその構造を解明する。全体は7章からなり、それぞれの章は、番号づけられた短い命題の集合で構成される。

## 内容
1. Die Welt ist alles, was der Fall ist.
  - 世界とは、起きている事全てのことである。（物ではなく、事実の総体であるとする）
2. Was der Fall ist, die Tatsache, ist das Bestehen von Sachverhalten.
  - 起きている事、つまり事実とは、幾つかの事態が成り立っていることである。（事態＋成立＝＞事実）
3. Das logische Bild der Tatsachen ist der Gedanke.
  - 事実の論理上の像が、思想（思惟されているもの、思考対象、思想内容）である。（事実/思想がパラレル。事態と思想ではない）
4. Der Gedanke ist der sinnvolle Satz.
  - 思想は、意義を持つ命題である。
5. Der Satz ist eine Wahrheitsfunktion der Elementarsätze. (Der Elementarsatz ist eine Wahrheitsfunktion seiner selbst.)
  - 命題は要素命題の真理関数である。（要素は、自分自身の真理関数である。）
6. Die allgemeine Wahrheitsfunktion ist:{\displaystyle [{\bar {p}},{\bar {\xi }},N({\bar {\xi }})]}. Die ist die allgemeine Form des Satzes.
  - 真理関数一般は、{\displaystyle [{\bar {p}},{\bar {\xi }},N({\bar {\xi }})]}と書ける。これは命題の一般形式である。
7. Wovon man nicht sprechen kann, darüber muss man schweigen.
  - 語りえないことについては、沈黙するほかない。